# Primeros discos IBM
La invención del disco magnético, de la cual IBM fue pionera en los 50, fue un componente crítico en la revolución de las computadoras. En este artículo se analizan los principales discos de almacenamiento introducidos por IBM en los 50, 60 y principios de los 70.
El mecanismo básico de las unidades de disco rígido no ha cambiado desde el IBM 1301. Hoy se utilizan los mismos estándares que se usaban en los 50 para medir el rendimiento de las unidades de disco.
Este estudio concluye con un moderno disco rígido de un IBM PC para comparación. Pocos productos en la historia han tenido una espectacular disminución en precio y tamaño, así como también un notable incremento en la capacidad.

## IBM 350

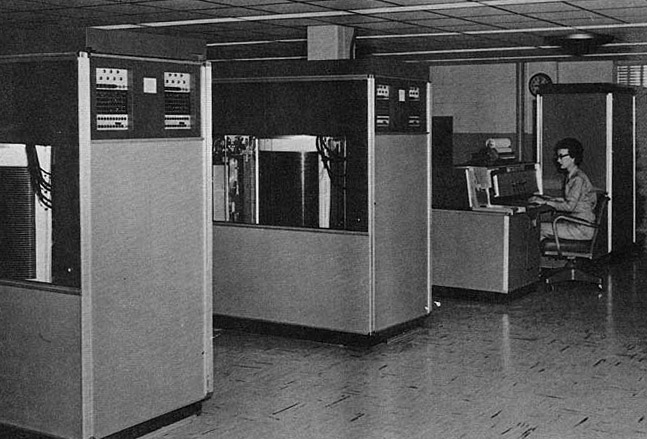
IBM 305 en el Army Red River Arsenal de los EE. UU.
Primer plano: Dos unidades de disco 350. Segundo plano: Consola 380 y unidad de proceso 305.

El IBM 350 era parte del IBM 305 RAMAC, el computador que introdujo la tecnología de almacenamiento en disco en el mundo. IBM introdujo la unidad de almacenamiento IBM 350 el 4 de septiembre de 1956 antes que se diera a conocer el computador entero RAMAC 305 nueve días después, el 13 de septiembre. RAMAC significa "Random Access Method of Accounting and Control", (Método de Acceso Aleatorio de Contabilidad y Control).
Su diseño fue motivado por la necesidad de realizar tareas de contabilidad en tiempo real. El 350 almacenaba 5 millones de caracteres de 7 bits (6 bits más 1 bit de paridad) (cerca de 4,4 megabytes). Tenía cincuenta discos de 610 mm de diámetro con un total de 100 superficies de grabación. Cada superficie tenía 100 pistas. El disco giraba a 1200 RPM. La tasa de transferencia era de 8.800 caracteres por segundo. Dos brazos independientes se movían hacia arriba y abajo para seleccionar un disco, y hacia adentro y afuera para seleccionar una pista, todo bajo control de un servomecanismo. Un tercer brazo se agregaba como opcional. Varios modelos mejorados se agregaron en los 50. El sistema IBM RAMAC 305 con 350 discos de almacenamiento se alquilaba por 3.200 $ al mes. El 350 fue oficialmente descatalogado en 1969.

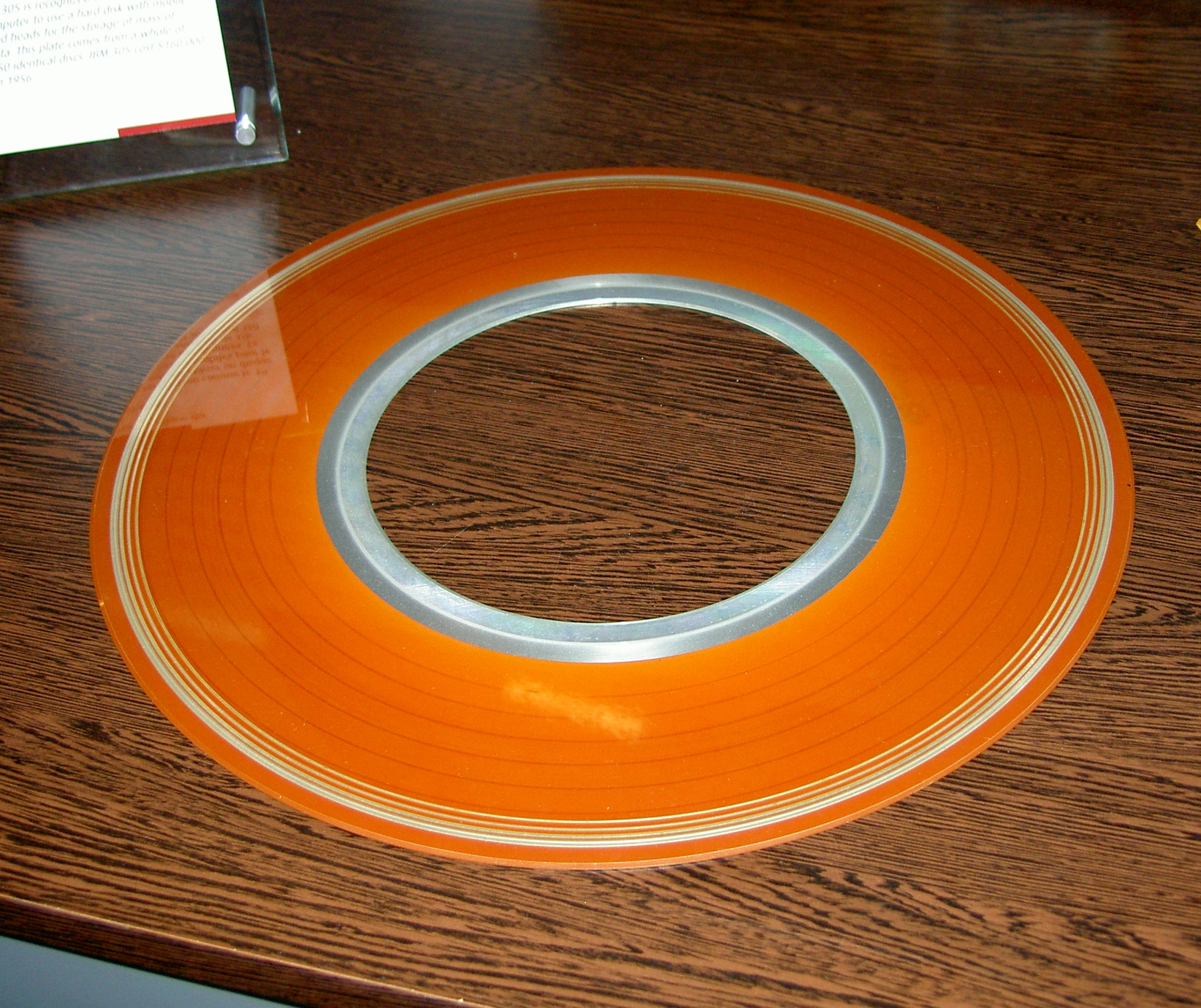
Un disco.

El gabinete del 350 medía 152 cm de largo, 172 cm de alto y 74 cm de fondo. IBM tenía una regla estricta por la que todos sus productos debían pasar por una puerta estándar de 75 cm. Debido a que los platos del 350 se montaban horizontalmente, esta regla presumiblemente dictó el diámetro máximo de los discos.
Currie Munce, vicepresidente para la investigación de Hitachi Global Storage Technologies (la cual adquirió el negocio de almacenamiento de IBM), declaró en una entrevista al Wall Street Journal que la unidad RAMAC pesaba más de una tonelada, debía moverse con montacargas, y era despachada a través de grandes aviones de carga. De acuerdo con Munce, la capacidad de almacenamiento de la unidad podría haber sido mayor de 5 megabytes, pero el departamento de mercados de IBM se oponía a discos más grandes, debido a que no sabían cómo vender un producto de mayor capacidad.
En el 2006, el Computer History Museum en Mountain View, California tiene un disco RAMAC (sin el circuito de control original) el cual está en proceso de restauración.

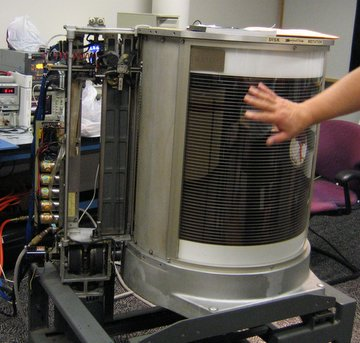
mecanismo del RAMAC en el Computer History Museum.

## IBM 353
El IBM 353 se usó en el IBM 7030, era similar al IBM 1301, pero con una velocidad de transferencia más rápida. Tenía una capacidad de 2.097.152 (221) palabras de 72 bits (64 bits de datos y 8 bits ECC) y transfería 125.000 palabras por segundo.

## IBM 355
El IBM 355 fue anunciado el 14 de septiembre de 1956 como agregado para el popular IBM 650. Usaba el mismo mecanismo del IBM 350 y almacenaba 6 millones de dígitos decimales de 7 bits. Los datos se trensferían a y desde una memoria de toros IBM 653, una opción del IBM 650 que almacenaba sólo 60 palabras de 10 dígitos, suficiente para un solo sector de datos de disco o cinta.

## IBM 1405
La Unidad de Almacenamiento en Disco IBM 1405 fue anunciada en 1961 y diseñada para usarse con la serie IBM 1401 de computadoras comerciales de escala media. El 1405 almacenaba 10 millones de caracteres en un solo módulo. Cada módulo tenía 25 discos grandes, totalizando 50 superficies de grabación. Los discos giraban a 1200 rpm. El Modelo 1 tenía un módulo, el Modelo 2 tenía dos módulos, apilados verticalmente. Cada superficie de grabación tenía 200 pistas y 5 sectores por pista. Los datos eran leídos o grabados a razón de 22.500 caracteres por segundo. Poseía un solo brazo que se movía hacia arriba y abajo, adentro y afuera. El tiempo de acceso estaba entre los 100 y los 800 milisegundos (Modelo 2).

## IBM 1301
La Unidad de Almacenamiento en Disco IBM 1301 fue anunciada el 2 de junio de 1961. Estaba diseñada para usarse con la serie de mainframes IBM 7000 y el IBM 1410.El 1301 almacenaba 28 millones de caracteres en un solo módulo (25 millones con el 1410). Cada módulo tenía 20 discos grandes y 40 superficies de grabación, con 250 pistas por superficie. El 1301 Modelo 1 tenía un solo módulo, el Modelo 2 tenía dos módulos, apilados verticalmente. Los discos giraban a 1800 rpm. La transferencia de datos era de 90.000 caracteres por segundo.
El mayor avance sobre el 350 y el IBM 1405 fue el uso de brazos y cabezas separadas para cada superficie de grabación, todos los brazos se movían juntos. Esto eliminaba el tiempo necesario para sacar la cabeza de un disco y moverlo arriba o abajo al nuevo disco. La búsqueda de la pista deseada era más rápida con el nuevo sistema, la cabeza se mantenía en el medio del disco, y no era necesario iniciar el recorrido desde el borde. El tiempo máximo de acceso se redujo a 180 millisegundos.
El 1301 también tenía cabezas diseñadas aerodinámicamente para volar sobre la superficie del disco sobre una fina capa de aire. Esto permitía mantenerla mucho más cerca de la superficie del disco, lo cual mejoró mucho el rendimiento.
El 1301 era conectado a la computadora a través del Control de Archivos IBM 7631. Diferentes modelos del 7631 permitían al 1301 ser usados con un computador 1410 o 7000,  o compartirlo entre un 7000 y un 1410, o entre dos 7000.
El IBM 1301 Modelo 1 se alquilaba por $2100 $ al mes o podía comprarse por $115.500. Los valores para el Modelo 2 eran de 3.500 $ al mes o 185.000 $ para la compra. El controlador IBM 7631 tenía un costo adicional de 1.185 $ al mes o 56.000 $ para la compra. Todos los modelos se descatalogaron en 1970.

## IBM 1302
La Unidad de Almacenamiento en Disco IBM 1302 fue introducida en septiembre de 1963. Una grabación mejorada cuadruplicaba la capacidad del 1301, con 117 millones de caracteres de 6 bits por módulo. El tiempo de acceso promedio era de 165 ms y los datos podían transferirse a 180.000 caracteres/segundo, más del doble de la velocidad del 1301. Un segundo brazo accedía a un grupo separado de 250 pistas. Al igual que con el 1301, había un Modelo 2 con el doble de capacidad. El IBM 1302 Modelo 1 se alquilaba por 5.600 $ al mes o podía comprrse por 252.000 $. Los precios para el Modelo 2 eran de 7.900 $ al mes o de 355.500 $ para la compra. El controlador IBM 7631 tenía un costo adicional de 1.185 $ al mes o $56.000 para la compra. El 1302 fue descatalogado en febrero de 1965.

## IBM 1311

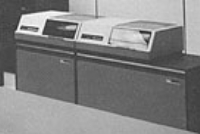
Unidades de Disco IBM 1311 - Modelo 2 (secundario) y Modelo 3 (primario).

La Unidad de Almacenamiento en Disco IBM 1311 fue anunciada el 11 de octubre de 1962 y fue diseñado para usarse en varios computadores comerciales y científicos de escala media. El 1311 tenía un tamaño similar al de una lavadora y almacenaba 2 millones de caracteres en un disk pack removible IBM 1316. Cada disk pack tenía 100 mm de alto, pesaba 4,5 y contenía seis discos de 360 mm de diámetro, acomodando 10 superficies de grabación (las caras externas no se usaban). Las 10 cabezas individuales de L/E eran estaban montadas en un actuador común que era movido hacia adentro y afuera hidráulicamente y era detenido mecánicamente en la pista deseada antes de que ocurriera la lectura o escritura. Los discos giraban a 1500 rpm. Cada superficie tenía 100 pistas con 20 sectores por pista. Cada sector almacenaba 100 caracteres. Siete modelos del 1311 fueron introducidos durante los 60, y fueron descatalogados a principios de los 70.
Modelos de la unidad de disco 1311
1. Debe ser la unidad 1 en un sistema IBM 1440, IBM 1460 o IBM 1240. Contiene el controlador y puede controlar hasta 4 unidades Modelo 2. Introducido el 11 de octubre de 1962. Descatalogado el 8 de febrero de 1971.
2. Debía ser una unidad secundaria. Podía agregarse a la unidad primaria (unidad 1). Introducido el 11 de octubre de 1962. Descatalogado el 6 de enero de 1975.
3. Debía ser la unidad 1 en un sistema IBM 1620 o IBM 1710. Contenía el controlador y podía controlar hasta tres unidades Modelo 2. No tenía ninguna característica especial. Introducido el 11 de octubre de 1962. Descatalogado el 12 de mayo de 1971.
4. Debía ser la unidad 1 en un sistema IBM 1401. Contenía el controlador y podía controlar hasta cuatro unidades Modelo 2. Introducido el 11 de octubre de 1962. Descatalogado el 8 de febrero de 1971.
5. Debía ser la unidad 1 en un sistema IBM 1410, IBM 7010, o IBM 7740. Contenía el controlador y podía controlar hasta cuatro unidades Modelo 2. La Búsqueda Directa era estándar en este modelo. Introducido el 7 de enero de 1963. Descatalogado el 12 de mayo de 1971.
6. No hay información disponible, probablemente una unidad primaria (unidad 1). Introducida el 5 de marzo de 1968. Descatalogado el 2 de febrero de 1971.
7. No hay información disponible, probablemente una unidad primaria (unidad 1). Introducida el 5 de marzo de 1968. Descatalogado el 2 de febrero de 1971.

Las características especiales opcionales eran
- Búsqueda Directa: Sin esta característica, cada búsqueda volvía primero a la pista cero.
- Rastreo de Disco: Búsqueda rápida automática para una condición o un identificador.
- Búsqueda Solapada: Permitía superponer UNA lectura o escritura y cualquir otra búsqueda.
- Grabación de Pista: Incrementaba la capacidad del disco escribiendo UN archivo grande por pista en lugar de hacerlo por sectores.

La Unidad 1 (la unidad primaria: modelos 1, 3, 4 y 5) era alrededor de 30 cm más ancha que otras unidades (la unidad secundaria: modelo 2), para contener las fuentes de corrientes y la lógica de control.
Los Disk Packs IBM 1316 estaban cubiertos por una cobertura de plástico transparente y se le colocaba una tapa inferior cuando no se usaba. Una manija ubicada al centro de la cobertura superior se giraba para soltar la tapa inferior. Entonces, se baría la unidad 1311 y el disk pack se colocaba en la unidad (asumiendo que estaba vacía). La manija se giraba nuevamente para trabar los discos en su lugar y liberar la cobertura, la cual era removida y se cerraba la tapa de la unidad. Para retirar el disk pack, se usaba el proceso inverso.

## IBM 2311

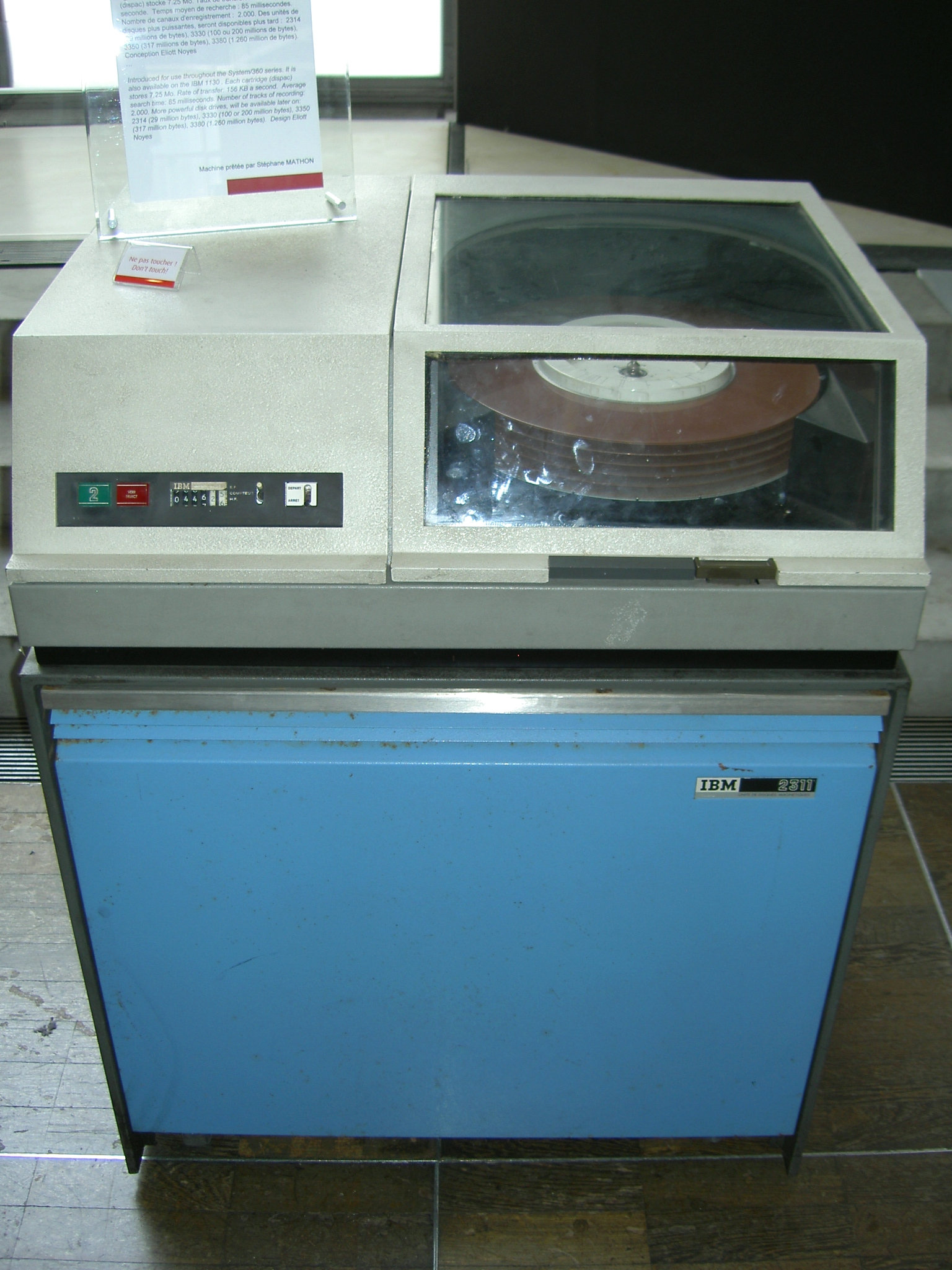
Unidad IBM 2311, con sus seis platos.

La Unidad de Almacenamiento de Acceso Directo IBM 2311 fue introducida en 1964 para usarse con toda la serie System/360. También estaba disponible con el IBM 1130 y (usando la Unidad de Control 2841) el IBM 1800. El mecanismo del 2311 era casi diéntico al del 1311, pero mejoras en la grabación permitían una densidad de datos mayor. El 2311 almacenaba 7,25 millones de bytes en un solo "disk pack" IBM 1316 removible (el mismo tipo usado en el IBM 1311) el cual constaba de seis platos que giraban como una sola unidad. Cada superficie de grabación tenía 200 pistas más tres pistas opcionales que podían usarse en el caso de que se descubrieran pistas dañadas. El tiempo de búsqueda promedio era de 85 ms. La tasa de transferencia de datos era de 156 kB/s.
El 2311 tenía 10 cabezas individuales de L/E montadas en un actuador común el cual era movido hacia adentro y afuera de forma hidráulica, y era detenido mecánicamente en la pista deseada antes de leer o escribir. El 2311 estaba organizado en cilindros, pistas y registros (un cilindro se refiere a todas las superficies con la misma pista en cada uno de los cinco platos). El registro 0 estaba reservado para sincronización.
Debido a que el 2311 era para usarse con una amplia variedad de computadoras en la línea de productos 360, su interconexión eléctrica estaba estandarizada. Esto creó la oportunidad para que otros fabricantes produjeran unidades de discos con conector compatible para usar con los computadores IBM y de esta forma nació una industria entera.

## IBM 2314/2319
La Unidad de Almacenamiento de Acceso Directo IBM 2314 fue introducida el 23 de abril de 1965, un año después del System/360. Era para usarse con las líneas System/360 System/370. Con la característica de conmutador de dos canales, que podía tener una interfaz con dos canales 360/370. El mecanismo de acceso al disco del 2314 era similar al del 2311, pero mejoras en la grabación permitieron una mayor densidad de datos. El 2314 almacenaba 29.176.000 caracteres (200×20×7294 bytes por pista) en un solo "disk pack" removible IBM 2316 el cual era similar en diseño al 1316 pero con una altura mayor debido a que se incrementó el número de discos de seis a once. El paquete de discos 2316 contenía once discos de 360 mm de diámetro con un total de 20 superficies grabables. El acceso consistía de 20 cabezas individuales de L/E montadas en un actuador común el cual era movido hacia dentro y fuera de forma hidráulica, y era detenido mecánicamente en la pista deseada antes de leer o escribir. Cada superficie de grabación tenía 200 pistas. El tiempo de acceso fue inicialmente el mismo del 2311, pero modelos posteriores eran más rápidos como resultado de mejoras en el actuador hidráulico. La tasa de transferencia fue duplicada a 310 kB/s.
El Modelo 1 original consistía en una unidad de control 2314, un módulo de disco simple 2312, y dos módulos 2313 de cuatro discos para un total de 9 unidades de disco. Sólo ocho de las nueve unidades estaban disponibles para el usuario al mismo tiempo. La novena unidad estaba como repuesto para el usuario y también podía trabajar 'fuera de línea' con un Ingeniero de Campo mientras las otras unidades estaban en uso por el cliente.
Cada una de las nueve unidades estaban montadas en cajones individuales y podían soltarse y quitarse para tener acceso al paquete de discos. Debido a su apariencia, recibieron el sobrenombre de 'Hornos de Pizza'.
Otros Modelos 2314 que siguieron fueron:
2314 Modelo A con combinaciones de uno a nueve unidades.
2314 Modelo B con unidades de disco 2319 disponibles en modelos de tres, seis y nueve unidades.
Una unidad de control 2844 podía agregarse a la unidad de control 2314 permitiendo dos canales S/360 simultáneos para acceder a dos unidades de disco separadas.

## IBM 2310
La Unidad de Cartucho Removible IBM 2310 fue introducida con el IBM 1130 en 1965. Podía almacenar 512.000 palabras (1.024.000 bytes) en un cartucho IBM 2315. Un solo disco de aluminio recubierto de óxido de 360 mm giraba dentro de una carcasa de plástico con aperturas para los brazos de lectura/escritura con dos cabezas.

## IBM 2321
La Celda de Datos IBM 2321 fue anunciada en abril de 1964 como un componente del IBM System/360. El 2321 contenía hasta diez celdas de datos removibles e intercambiables. Cada celda de datos contenía 200 tiras de cinta magnética, siendo ésta cinta el soporte básico de grabación. La capacidad de almacenamiento total era de 400 millones de bytes, u 800 millones de dígitos decimales. Hasta ocho 2321 podían conectarse a la unidad de control IBM 2841, para una capacidad total de más de 3 GB. Según se informó, la Celda de Datos requería 23 litros de aceite de motor. A pesar 	de la compleja mecánica de los movimientos de selección, lectura y retorno de una tira a la bandeja, fue un dispositivo exitoso.
Debido a que este dispositivo utilizaba una cinta como medio de grabación, muchos autores no consideran al 2321 una unidad de disco. Sin embargo, el sistema operativo del System 360 de IBM direccionaba al 2321 como un dispositivo de almacenamiento rotatorio de acceso directo, e.g., una unidad de disco, con una dirección de búsqueda de 6 bytes de la forma 0BBTCC, donde el primer byte es cero y los restantes direccionan la bandeja (por ejemplo, la celda), Bandeja, Tira, Cilindro y Cabeza.
El 2321 fue llamado caprichosamente el "selector de pastas" debido a que las tiras de cinta magnética eran flexibles y recordaban a la lasaña.

## IBM 3330

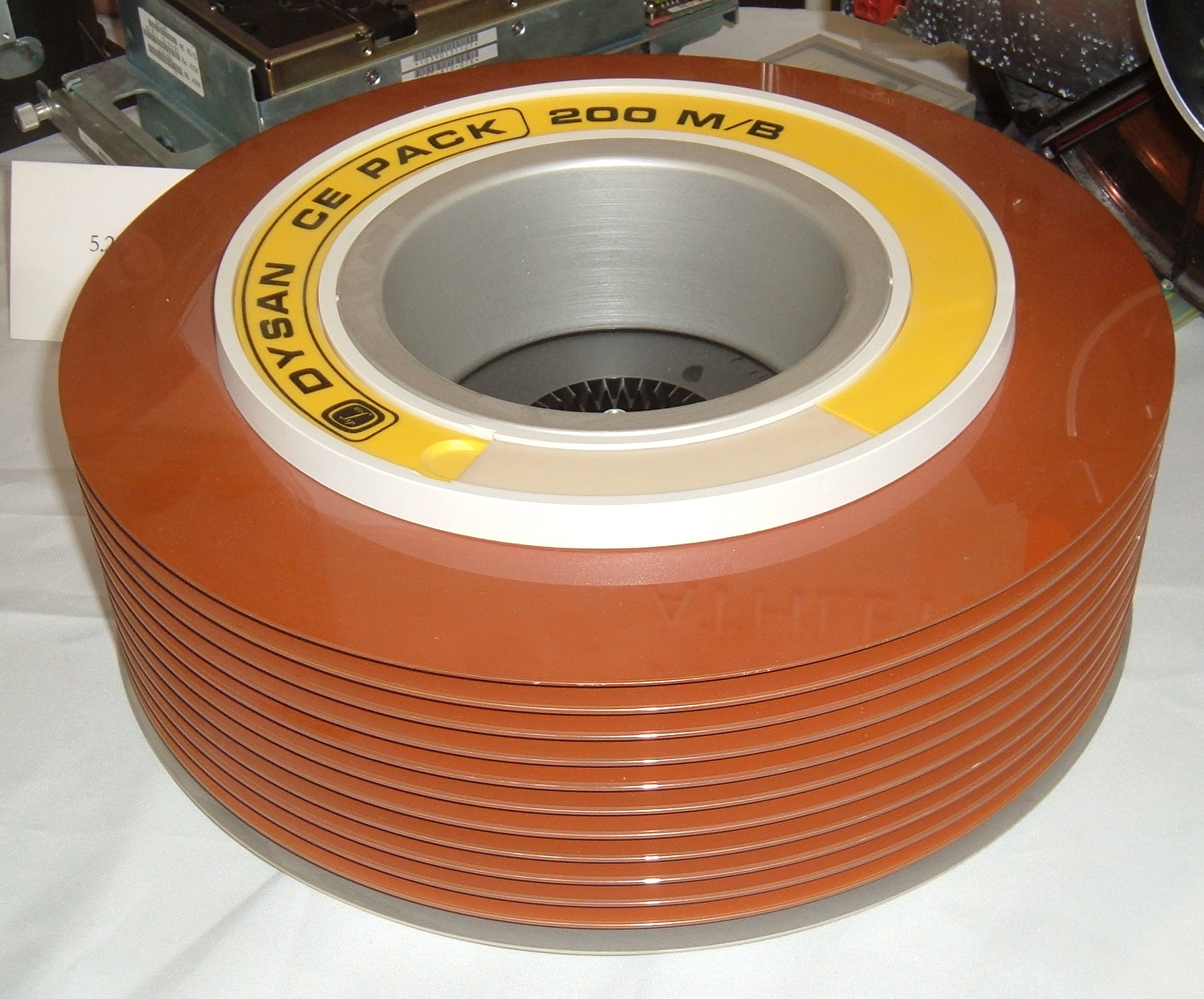
Paquete de discos de 200 MB removible sin la cubierta protectora.

La Unidad de Almacenamiento de Acceso Directo IBM 3330, nombre en código Merlin, fue introducida en junio de 1970 para usarse con el System/370 y con el IBM System/360/195. Sus paquetes removibles almacenaban 100 MB (404x19x13.030 bytes) (el Model 11 de 1973 utilizaba los Disk Pack IBM 3336 que almacenaban 200 MB (808x19x13.030 bytes)). El tiempo de acceso era de 30 ms y la transferencia de datos se realizaba a 806 kB/s. El mayor avance introducido con el 3330 fue el uso de corrección de errores, lo que hacía a las unidades más fiables y reducía costes debido a que pequeñas imperfecciones en la superficie de los discos podían ser toleradas. La circuitería podía corregir errores de hasta 11 bits de largo. El 3330 fue descatalogado en 1983.

## IBM 3340
La Unidad de Almacenamiento de Acceso Directo IBM 3340, nombre en código Winchester, fue introducida en marzo de 1973 para usarse con el IBM System/370. Sus paquetes de discos removibles estaban sellados e incluían los brazos y las cabezas de L/E. Cuando se insertaban en la unidad, no era necesario remover ninguna cubierta o tapa. El tiempo de acceso era de 25 milisegundos y la transferencia de datos era de 885 kB/s. Se vendieron tres versiones del IBM Módulo de Datos 3348 removible, uno con 35 megabytes de capacidad, otro con 70 megabytes, y el tercero también con 70 megabytes, pero con 500 kilobytes en una cabeza separada y fija para un acceso más rápido. El 3340 también usaba corrección de errores. Fue descatalogado en 1984.
El 3340 fue desarrollado en San Jose bajo el liderazgo de Ken Haughton. Al principio se enfocaron en dos módulos removibles de 30 megabytes. Debido a esta configuración 30/30, el nombre en código Winchester fue seleccionado del famoso fusil Winchester 30-30; posteriormente se incrementó la capacidad, pero el nombre se mantuvo.
La importancia de este producto, y la razón de que las unidades de disco, en general, se conocen como "tecnología Winchester" no tiene nada que ver con la configuración del mismo. Esta fue la primera unidad de IBM que no descargaba las cabezas del medio de grabación. La tecnología Winchester permitía a las cabezas aterrizar y despegar de la superficie del disco cuando éste paraba y arrancaba. Esto resultó en un ahorro muy importante en la complejidad de los mecanismos de movimiento de las cabezas. Rápidamente se volvió el diseño estándar entre los fabricantes de discos.

## IBM 3350
La Unidad de Almacenamiento de Acceso Directo IBM 3350, nombre en código Madrid, fue introducida en 1975 para usarse con el IBM System/370. Sus paquetes de discos removibles estaban sellados e incluían los brazos y las cabezas de L/E. La geometría del disco 3350 era de 555 cilindros, 30 cabezas y 19.069 bytes por pista que dio al Montaje de Cabezas de Disco (HDA, Head Disk Assembly) una capacidad de 317.498.850 bytes. Las unidades de disco estaban identificadas como A2, A2F, B2, B2F, C2 y C2F. Cada unidad contenía dos HDA y podían instalarse en "cadenas" de unidades. Una unidad A2 o A2F requería que se conectaran a una "unidad de control" como la IBM 3880. Después de la A2 podía haber hasta tres unidades B2 o dos B2 y una C2. La unidad C2 podía también conectarse a la unidad de control y con aquella podían ejecutarse dos operaciones de E/S al mismo tiempo en la cadena. La unidad "x2F" era una unidad x2 normal, pero sus dos HDA también tenían un área de "Cabeza Fija" sobre los primeros 5 cilindros. Esta área de Cabeza Fija estaba pensada para ser asignada por el puesto de control HASP o el JES2 y de esa manera reducir en gran medida el movimiento de las cabezas del dispositivo. En el fondo de esta fotografía de una cadena 3350 A2/B2/B2 hay una consola IBM 3066, usada en las computadoras IBM 370/165 y 370/168.

## IBM 3370
IBM introdujo la Unidad de Almacenamiento de Acceso Directo IBM 3370 en enero de 1979 para sus computadores de rango medio IBM 4331, 4341 y System/38. Tenía 7 discos fijos de 360 mm, y cada unidad tenía una capacidad de 571 MB. Usaban tecnología de cabezas de película fina; la investigación de esta tecnología comenzó en el laboratorio T.J. Watson a fines de la década de 1960.

## IBM 3380

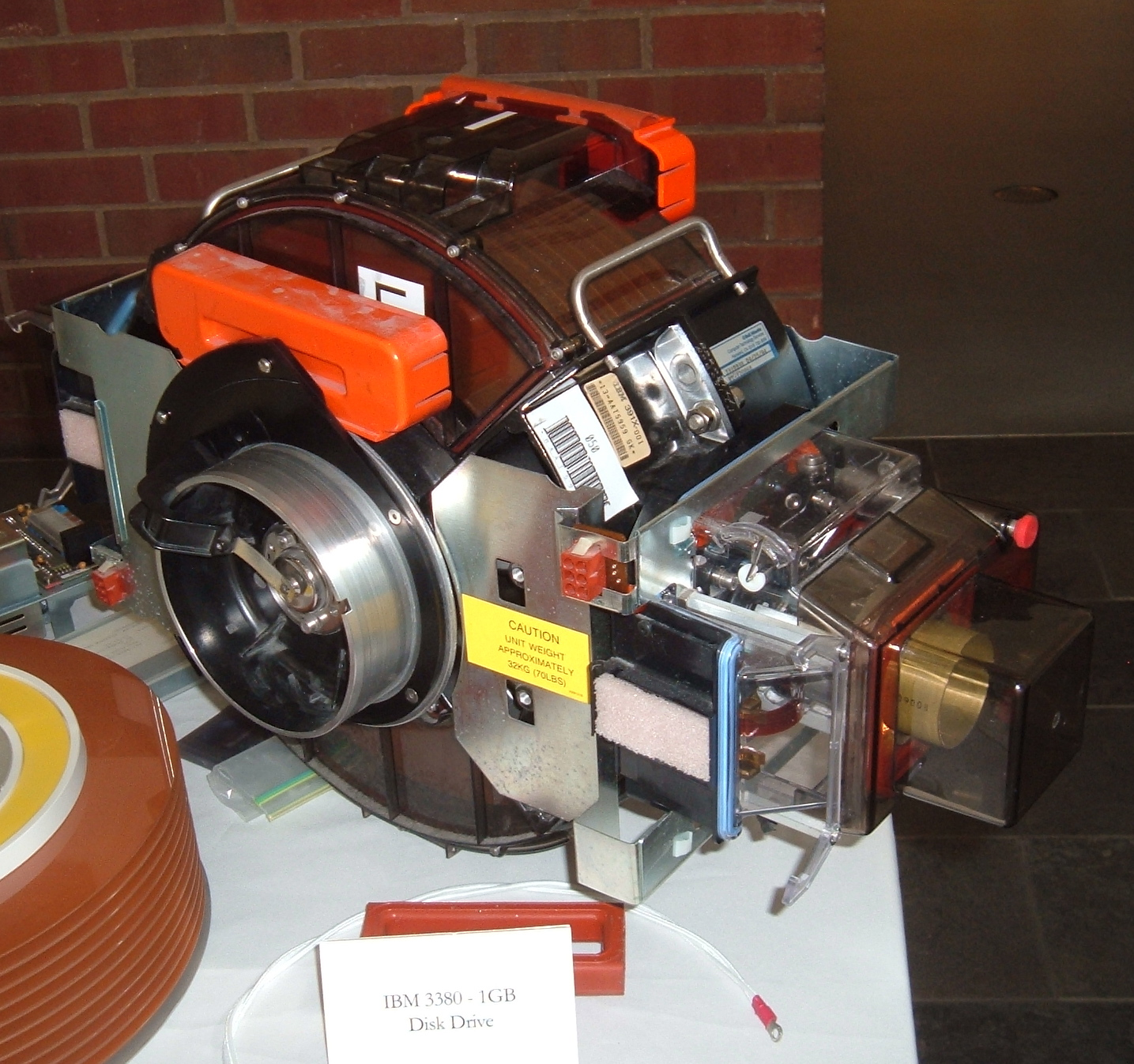
Módulo de unidad de disco IBM 3380.

La Unidad de Almacenamiento de Acceso Directo IBM 3380 fue introducida en junio de 1980. Usaba la nueva tecnología de película fina y tenía una capacidad de 2,52 gigabytes con una tasa de transferencia de 3 megabytes por segundo. El tiempo de acceso promedio era de 16 ms. El precio de compra cuando fue introducido estaba en el rango de $81.000 a $142.200. Debido a varios problemas que aparecieron, las primeras unidades no se entregaron hasta octubre de 1981.

## IBM 3390
La serie Unidad de Almacenamiento de Acceso Directo IBM 3390 fue introducida en noviembre de 1989, ofreciendo un máximo de hasta 22 gigabytes en una cadena de unidades múltiples. El costo de este sistema variaba de acuerdo a la configuración y la capacidad, entre $90.000 y $795.000. Un Modelo 3 ampliaba la familia, anunciado el 11 de septiembre de 1991, incrementando la capacidad en aproximadamente una vez y media, una familia del Modelo 9, anunciado el 20 de mayo de 1993, complementaba el incremento en un factor de 3, para una capacidad mínima de 34 gigabytes en una sola unidad.
El 3390 Modelo 9 fue la última unidad de Disco Único Grande y Caro (a veces llamado SLED, Single Large Expensive Disk) anunciado por IBM.

## La unidad de disco flexible
Otra importante innovación de IBM es la unidad de disquete. IBM introdujo el disquete de 8 pulgadas en 1971 como un dispositivo de sólo lectura para cargar programas. En 1973 IBM entregó su primera unidad de disquete de lectura/escritura como parte del Sistema de Entrada de Datos 3740. IBM estableció los primeros estándares de las unidades de disquete de 8", pero nunca los vendió en forma separada, por lo que la industria los desarrolló en forma separada de IBM.

## Almacenamiento en disco en 2004
IBM vendió sus operaciones de discos rígidos a Hitachi en el año 2002. Para comparación, el disco rígido Hitachi Deskstar 7K250 PC almacena 250.000.000.000 bytes (250 gigabytes) en tres platos de 90 mm de diámetro girando a 7.200 rpm. Tiene una tasa de transferencia sostenida de 61.400.000 bytes por segundo sobre un bus serial ATA. El tiempo de búsqueda promedio es de 8,5 ms. Pesa 640 gramos. Al igual que todos los discos rígidos de 3,5 pulgadas, es casi tan largo como la manija de acarreo de un disk pack IBM 1316. El precio de venta en abril de 2006 era de alrededor de US$100.

### Fuente
- Esta obra contiene una traducción total derivada de «Early_IBM_disk_storage» de Wikipedia en inglés, publicada por sus editores bajo la Licencia de documentación libre de GNU y la Licencia Creative Commons Atribución-CompartirIgual 4.0 Internacional.

- Datos: Q17996579